# Mongolia en los Juegos Olímpicos de Montreal 1976
Mongolia estuvo representada en los Juegos Olímpicos de Montreal 1976 por un total de 32 deportistas, 30 hombres y 2 mujeres, que compitieron en 5 deportes.
El portador de la bandera en la ceremonia de apertura fue el luchador Zeveguiin Oidov.

## Medallistas
El equipo olímpico mongol obtuvo las siguientes medallas:
| Nombre          | Deporte     | Competición |
| --------------- | ----------- | ----------- |
| Oro             |             |             |
| —               |             |             |
| Plata           |             |             |
| Zeveguiin Oidov | Lucha libre | 62 kg M     |
| Bronce          |             |             |
| —               |             |             |